# Meilhan (Gers)
Meilhan település Franciaországban, Gers megyében. Lakosainak száma 76 fő (2022. január 1.). Meilhan Villefranche-d'Astarac, Bellegarde, Betcave-Aguin, Gaujan, Monties és Sère községekkel határos.

## Népesség
A település népességének változása:
| Lakosok száma | 89   | 87   | 92   | 95   | 87   | 83   | 80   | 77   | 77   | 76   |
|               | 1968 | 1982 | 1990 | 2006 | 2013 | 2015 | 2017 | 2019 | 2020 | 2022 |